# 青柳徹
青栁 徹（あおやなぎ とおる、1968年4月12日 - ）は北海道釧路市出身の元スピードスケート中長距離選手で現在は日本スケート連盟強化副部長、釧路短期大学附属高校、日本体育大学卒業、筑波大学大学院修了、日本オリンピック委員会 (JOC) 専任コーチ。
釧路短期大学附属高等学校を経て日本体育大学体育学部体育学科を卒業。オリンピックは1988年カルガリーオリンピック（1500m5位入賞、5000m14位、10000m24位）、1992年アルベールビルオリンピック（1500m12位）、1994年リレハンメルオリンピック（1500m15位、5000m24位）、1998年長野オリンピック（1500m8位入賞）の各大会に出場した日本スピードスケート中・長距離界のエースとして君臨した選手。長野オリンピックを最後に現役を引退した。大学卒業後に東芝スケート部に入部したが、1999年に筑波大学大学院体育研究科修士課程にてコーチング論を学ぶために同スケート部を退部した。大学院在学中の2000年8月から2002年9月までJOCのスポーツ指導者在外研究員としてオランダに留学した。帰国後の2003年に同大学院を修了。現在は日本体育大学教授である。現在、日本体育大学スケート部総監督。

## 自己記録
| 種目   | 記録       |
| ------ | ---------- |
| 500m   | 37秒22     |
| 1000m  | 1分12秒44  |
| 1500m  | 1分49秒23  |
| 5000m  | 6分40秒16  |
| 10000m | 14分00秒45 |